# Gaston Donnat
Pour les articles homonymes, voir Donnat.
Gaston Donnât, né le 13 juillet 1913 à Martigues (Bouches-du-Rhône) et mort le 5 février 2007 à Aix-en-Provence, est un instituteur français. Il est  en poste au Cameroun de 1944 à 1947, fondateur de l’Union des syndicats confédérés du Cameroun et de l’Union des Populations du Cameroun.

## Biographie

### Carrière

#### Algérie
Il est instituteur communiste à Tizi-Ouzou puis Bou-Haroun et Beni-Messous près Alger.
De retour du Cameroun, il est instituteur puis directeur de l’école du Vieux Ténés, il est arrêté et détenu au camp de Lodi. Après l’indépendance, il contribue à la reprise de l’enseignement en Algérie.

#### Cameroun
Militant communiste installé jeune en Algérie, il est arrivé au Cameroun en avril 1944 en tant que directeur adjoint de l'École régionale de Yaoundé. Il prend contact avec les militants cégétistes Maurice Soulier (cheminot), Étienne Lalaurie (agent des Travaux publics) et quelques autres. Ahuri par le racisme « antinègre » au Cameroun, il écrit à ses anciens camarades du Parti communiste algérien. Maurice Méric (sous-officier préposé à la censure militaire), reçoit son courrier. Donnât et Méric mettent sur pied un « Cercle d'études marxistes » pour former les « indigènes » à la revendication sociale.
À partir de juin 1944 se forme un groupe de Camerounais, qui se réunit chaque semaine, chez lui. Parmi les convives se trouvent des futurs leaders politiques tels Ruben Um Nyobe,  Charles Assalé, futur Premier ministre, ou Jacques Ngom, principal animateur du syndicalisme camerounais dans les années 1950. À la fin de 1944, les leçons nocturnes de marxisme par Donnât et Méric sont l'initiation et l'occasion de libérer la parole, d'exprimer les frustrations.
Le 8 mai 1945, lors du défilé célébrant la défaite allemande à Yaoundé, il marche à côté des « indigènes » portant un cercueil symbolique mentionnant : « Enterrons le nazisme, le racisme, le colonialisme. ».
Pour la première fois, les « sujets français » sont autorisés, par décret, à se syndiquer.
S'engouffrant dans la brèche, les activistes franco-camerounais qui entourent Gaston Donnât créent à Douala, le 18 décembre 1944, la première centrale syndicale camerounaise : l'Union des syndicats confédérés du Cameroun (USCC), affiliée à la CGT française.
Débordant les initiatives des cégétistes français, de nombreux salariés camerounais saisissent l'opportunité qui leur est donnée de contester - légalement ! - leur sort. Des syndicats fleuris-sent dans toutes les régions du Territoire et dans tous les secteurs d'activité.

#### Activisme avec Ruben Um Nyobe
Ils protestent ensemble des conditions de travail infligées dans les plantations de Dizangué par Chamaulte.
Après son départ du Cameroun, il sera remplacé à la tête de l'USCC par Ruben Um Nyobe.

### France
Il retourne en France à la fin de 1965.